# ۵۸۳ (قمری)
۵۸۳ (قمری)، پانصد و هشتاد و سومین سال در گاهشماری هجری قمری است. اول محرم این سال برابر با بیستم مارس سال ۱۱۸۷ میلادی است.